# Sebastian Pawlak
Sebastian Pawlak (ur. 1975 w Bielawie) – polski aktor teatralny i filmowy. W 2000 zdał eksternistyczny egzamin aktorski. Laureat kilku nagród (w tym Grand Prix) za role teatralne na Kaliskich Spotkaniach Teatralnych.

## Role teatralne
- 1996-1997: Teatr Dzieci Zagłębia w Będzinie:
  - Noc tysięczna druga. Ten czwarty (reż. Michał Rosiński) – jako Pierwszy i Roger z Czarnolesia
  - Trzy białe strzały (reż. Michał Rosiński) – jako Biały Sokół

- 1997-2000: Scena Polska Teatru Cieszyńskiego w Czeskim Cieszynie:
  - Burza (reż. Rudolf Moliński) – jako Borys Grigoriewicz
  - Barabasz (reż. Jacek Andrucki) – jako Aktor S-Dysmas, Strażnik, Szymon i Żołnierz
  - Idę z daleka, nie wiem, ... (reż. Rudolf Moliński) – jako Młody Mickiewicz
  - Tajemniczy ogród (reż. Jerzy Batycki) – jako Colin Craven
  - Zemsta (reż. Andrzej Hrydzewicz) – jako Murarz
  - Tam gdzie spadają anioły (reż. Paweł Kamza) – jako Ave
  - Upiory (reż, Zbigniew Najmoła) – jako Oswald Alwing
  - Sen nocy letniej (reż. Robert Czechowski) – jako Lizander
- 2000: Teatr Osobowy Roberta Czechowskiego:
  - Plumpa czyś ty zwariowała (reż. Robert Czechowski) – rola oraz scenografia
  - Ferragosto (reż. Robert Czechowski, Paweł Kamza) – rola

- 2001-2006: Teatr im. Wojciecha Bogusławskiego w Kaliszu:
  - Kaligula (reż. Robert Czechowski) – jako Kaligula
  - Stosunki Klary (reż. Krystian Lupa, Teatr Rozmaitości w Warszawie) – jako Tomek
  - Jak się wam podoba (reż. Robert Czechowski) – jako Orlando
  - Zwierzęta Doktora Dolittle (reż. Jerzy Bielunas) – jako Doktor Jan Dolittle
  - Wybrani (reż. Agata Duda-Gracz) – jako Said
  - Woyzeck (reż. Maja Kleczewska) – jako Franek Woyzeck
- 2006-2008: Stary Teatr w Krakowie:
  - Sen nocy letniej (reż. Maja Kleczewska) – jako Filostrates i Puk
  - Przedtem/potem (reż. Paweł Miśkiewicz) – jako Filip-Łowca
  - Lulu (reż. Michał Borczuch) – jako Schwarz/Mr Hopkins
- od 2008: Teatr Rozmaitości w Warszawie:
  - T.E.O.R.E.M.A.T (reż. Grzegorz Jarzyna) – jako Gość
  - Portret Doriana Graya (reż. Michał Borczuch) – jako Bazyli Hallward
  - Solaris, Raport (reż. Natalia Korczakowska) – jako Sartorius
  - Nietoperz (reż. Kornel Mundruczo) – jako Gustaw
  - Męczennicy (reż. Grzegorz Jerzyna) – jako Ksiądz[1]

## Filmografia
- 2006: Czeka na nas świat – Piotr Nowak (rola główna)
- 2006: Kryminalni – Artur Migoć (odc. 55 i 56)
- 2008: Senność – lekarz
- 2012: Sęp – Duraczewski
- 2012: Paradoks – aspirant Marcin Chajduk
- 2015: Eliksir – Tristan
- 2015: Moje córki krowy – II reżyser
- 2016: Pokot – listonosz
- 2020: 25 lat niewinności. Sprawa Tomka Komendy – ojciec Marysi
- 2021: Żeby nie było śladów – sanitariusz Michał Wysocki
- 2022: Wielka woda – patolog, odc. 5-6
- 2022: Behawiorysta – Kamilek, odc. 3, 7-8

## Nagrody
- 2002 – wyróżnienie za rolę tytułową w spektaklu Kaligila na 42. Kaliskich Spotkaniach Teatralnych
- 2004 – nagroda publiczności Teatru im. Bogusławskiego w Kaliszu
- 2004 – nagroda specjalna jury za wykonanie i przygotowanie recitalu Wieje oraz nagroda dziennikarzy za Wieje i rolę Orlanda w Jak się wam podoba na 44. Kaliskich Spotkaniach Teatralnych
- 2006 – nagroda za rolę tytułową w spektaklu Woyzeck na 46. Kaliskich Spotkaniach Teatralnych
- 2013 – Grand Prix za kreację aktorską w przedstawieniu Nietoperz albo mój cmentarzyk na 53. Kaliskich Spotkaniach Teatralnych[2]
- 2021 – Nagroda aktorska dla najlepszego performera tekstu post-dramatycznego za roję w spektaklu Onko na 14. Międzynarodowym Festiwalu Teatralnym „Boska komedia” w Krakowie